# 山の根
山の根（やまのね）は、神奈川県逗子市の町名。現行行政地名は山の根一丁目から山の根三丁目。住居表示実施済み区域。

## 地理
逗子市の中央部に位置し、南に逗子、西と北に久木、北東と東に池子と接している。

### 地価
住宅地の地価は、2023年（令和5年）1月1日の公示地価によれば、山の根2-3-17の地点で24万7000円/m2となっている。

## 世帯数と人口
2021年（令和3年）10月1日現在（逗子市発表）の世帯数と人口は以下の通りである。
| 丁目         | 世帯数    | 人口    |
| ------------ | --------- | ------- |
| 山の根一丁目 | 324世帯   | 696人   |
| 山の根二丁目 | 341世帯   | 706人   |
| 山の根三丁目 | 602世帯   | 1,337人 |
| 計           | 1,267世帯 | 2,739人 |

### 人口の変遷
国勢調査による人口の推移。
| 年                 | 人口  |
| ------------------ | ----- |
| 1995年（平成7年）  | 2,774 |
| 2000年（平成12年） | 2,707 |
| 2005年（平成17年） | 2,742 |
| 2010年（平成22年） | 2,855 |
| 2015年（平成27年） | 2,735 |
| 2020年（令和2年）  | 2,766 |

### 世帯数の変遷
国勢調査による世帯数の推移。
| 年                 | 世帯数 |
| ------------------ | ------ |
| 1995年（平成7年）  | 1,064  |
| 2000年（平成12年） | 1,117  |
| 2005年（平成17年） | 1,149  |
| 2010年（平成22年） | 1,219  |
| 2015年（平成27年） | 1,170  |
| 2020年（令和2年）  | 1,260  |

## 学区
市立小・中学校に通う場合、学区は以下の通りとなる（2023年2月時点）。
- 丁目、番・番地等 : 一〜三丁目、各全域
  - 小学校 : 逗子市立久木小学校
  - 中学校 : 逗子市立久木中学校

## 事業所
2021年（令和3年）現在の経済センサス調査による事業所数と従業員数は以下の通りである。
| 丁目         | 事業所数 | 従業員数 |
| ------------ | -------- | -------- |
| 山の根一丁目 | 19事業所 | 127人    |
| 山の根二丁目 | 26事業所 | 57人     |
| 山の根三丁目 | 20事業所 | 61人     |
| 計           | 65事業所 | 245人    |

### 事業者数の変遷
経済センサスによる事業所数の推移。
| 年                 | 事業者数 |
| ------------------ | -------- |
| 2016年（平成28年） | 47       |
| 2021年（令和3年）  | 65       |

### 従業員数の変遷
経済センサスによる従業員数の推移。
| 年                 | 従業員数 |
| ------------------ | -------- |
| 2016年（平成28年） | 213      |
| 2021年（令和3年）  | 245      |

## 交通
- 東日本旅客鉄道横須賀線逗子駅西口
- 神奈川県道205号金沢逗子線

## その他

### 日本郵便
- 郵便番号 : 249-0002[3]（集配局 : 逗子郵便局[15]）。